# Un monologue
Pour plus de détails, voir Fiche technique et Distribution.
Un monologue (Монолог, Monolog) est un film soviétique réalisé par Ilya Averbakh, sorti en 1973.

## Synopsis
Un professeur émérite de sciences a délaissé sa vie personnelle et essaie de se réconcilier avec sa fille.

## Fiche technique
- Titre : Un monologue
- Titre original : Монолог (Monolog)
- Réalisation : Ilya Averbakh
- Scénario : Yevgeny Gabrilovich
- Musique : Oleg Karavaychuk
- Photographie : Dmitriy Meskhiev
- Montage : Yevgeniya Makhankova
- Société de production : Lenfilm Studio
- Pays :  Union soviétique
- Genre : Drame
- Durée : 115 minutes
- Dates de sortie : 
  -  Union soviétique : 3 septembre 1973

## Distribution
- Mikhaïl Glouzski : le professeur Sretenskiy
- Margarita Terekhova : Tasya
- Marina Neïolova : Nina
- Stanislav Lyubshin : Konstantin « Samson » Kotikov
- Yevgeniya Khanayeva : Elza Ivanovna
- Leonid Gallis : Govornin
- Leonid Nevedomsky : Oleg
- Valeriy Matveev : Dima
- Ernst Romanov : Vadik

## Distinctions
Le film a été présenté en sélection officielle en compétition au Festival de Cannes 1973.